# ببوش (تونس)
ببوش (به عربی: ببوش) یک منطقهٔ مسکونی در تونس است که در استان جندوبه واقع شده‌است.